# Hydrotaea nepalensis
Hydrotaea nepalensis este o specie de muște din genul Hydrotaea, familia Muscidae, descrisă de Adrian C. Pont în anul 1976. Conform Catalogue of Life specia Hydrotaea nepalensis nu are subspecii cunoscute.